# Offline first
Offline first – konwencja stosowana przy tworzeniu stron internetowych.

## Charakterystyka
Głównym założeniem konwencji jest myśl, aby dana strona była dostępna dla internautów w warunkach ograniczonego połączenia internetowego, lub całkowitego jego braku. Wdrożenie offline first pozwala na zapisywanie danych lokalnie na urządzeniu użytkownika końcowego, które okresowo wgrywane i replikowane są w chmurze.
Najważniejszym celem wprowadzenia offline first jest zapewnienie spójnego doświadczenia użytkownika (UX), gdy połączenie z Internetem jest wolne lub w ogóle nie istnieje.
Strategia programisty sprawia, że dane i logika aplikacji spychane są na krawędź sieci, a większość przetwarzania odbywa się na urządzeniu użytkownika końcowego aplikacji.
Takie podejście posiada same zalety: dba o odpowiednie wrażenia korzystania z aplikacji, a tym samym zapewnienia podstawowe funkcje aplikacji, podczas gdy połączenie internetowe nie jest stabilne. Tutaj warto też zwrócić uwagę na efektywniejsze wykorzystanie zasobów baterii i przepustowości wśród użytkowników urządzeń mobilnych. Szczególnie istotne jest to dla użytkowników aplikacji, którzy są w drodze i doskwiera im niestabilne połączenie z siecią Internet.
Offline first często jest porównywany z mobile first, czyli strategią rozwoju oprogramowania, w której aplikacje są projektowane dla użytkowników mobilnych z małymi ekranami, a następnie stopniowo ulepszane dla użytkowników z większymi rozmiarami ekranu. Obie strategie zachęcają programistów do tworzenia najpierw aplikacji dla środowisk o najbardziej ograniczonych zasobach, tak aby zadbać o jak najlepsze wrażenia przy minimalnych wymaganiach.
Programiści promują offline first, ponieważ pozwala to użytkownikom pracującym w krajach rozwijających się na bardziej płynne i produktywne korzystanie z zasobów aplikacji biznesowych. Daje to również dostawcom wszystkich typów oprogramowania możliwość rozbudowy bazy klientów cyfrowych w niezbadanych wcześniej obszarach świata. 